# Dobrljevo
Dobrljevo este o localitate din comuna Zagorje ob Savi, Slovenia, cu o populație de 94 de locuitori.